# Caychax-et-Senconac
Caychax-et-Senconac es una comuna nueva francesa situada en el departamento de Ariège, de la región de Occitania.

## Historia
Fue creada el 1 de enero de 2025, en aplicación de una resolución del prefecto de Ariège de 6 de septiembre de 2024 con la unión de las comunas de Caychax y Senconac, pasando a estar el ayuntamiento en la antigua comuna de Caychax.

## Demografía
Según los datos aportados en la resolución del prefecto de Ariège, la comuna nace con 22 habitantes.

## Composición
| Comuna delegada | Código INSEE | Población (2022) | Superficie (km²) | Densidad (hab./km²) |
| --------------- | ------------ | ---------------- | ---------------- | ------------------- |
| Caychax         | 09088        | 14               | 5.66             | 2.5                 |
| Senconac        | 09287        | 6                | 4.67             | 1.3                 |